# Suffolk
Sufolque (em inglês: Suffolk) é um condado da Inglaterra com fronteiras ao norte com o condado de Norfolk, à oeste com o condado de Cambridgeshire e ao sul com Essex. O centro administrativo do condado é Ipswich; outras cidades importantes são Lowestoft, Bury St Edmunds e Felixstowe.
O censo de 2001 registou uma população de 668 553 habitantes em Suffolk. Entre 1981 e 2001, a população do condado cresceu 13%, sendo o maior taxa de crescimento no distrito de Mid Suffolk. Esse crescimento se deve em grande parte a migração, em vez de aumento natural.
Conhecido por suas terras planas, a agricultura é a maior economia local desde o século XVIII.
Assim como muitos locais na Inglaterra, Sufolque possui descobertas interessantes em seus sítios arqueológicos, como a escavação de Sutton Hoo, onde foram encontrados artefatos anglo-saxões como: máscaras, moedas de ouro, cobre e um navio no final da década de 30.